# Gunjaci
Gunjaci es un pueblo ubicado en la municipalidad de Osečina, en el distrito de Kolubara, Serbia.

## Superficie
Posee una superficie de 23,34 kilómetros cuadrados.

## Demografía
Hasta 2011 la población era de 1115 habitantes, con una densidad de población de 47,77 habitantes por kilómetro cuadrado.